# Панагия (енколпион)
Вижте пояснителната страница за други значения на Панагия.
Панагѝя (на гръцки παναγία – пресвета) е енколпион с лика на Богородица, който носят епископите. В древната Църква вместо нея те са носели на гърдите си малки трезорнички – кутийки със светите мощи или със светите дарове в знак на това, че са длъжни твърдо и неуклонно да защитават християнската вяра.
Панагията винаги е богато украсена с естествени скъпоценни камъни. За нея могат да се използват сапфири, топази, аметисти, ахати, хризолит и други. Те напомнят за онези камъни, които според религиозните описания са украсявали одеждите на старозаветния епископ и са били символ на 12-те племена на Израел. Според Откровението на Йоан Богослов именно от тези камъни ще бъдат положени стените на Небесния Йерусалим.